# Železniční trať Chrudim město – Heřmanův Městec
Železniční trať Chrudim město – Heřmanův Městec je jednokolejná regionální dráha. Doprava byla zahájena v roce 1899. Dnes na trati není osobní doprava, pravidelný provoz skončil 11. prosince 2010. V jízdním řádu pro cestující byla naposledy uváděna v tabulce 017 (nyní – 2013 – je toto číslo obsazeno tratí Česká Třebová – Moravská Třebová).

## Historie
Listina o koncesi byla vydána dne 26. května 1897 ke stavbě lokomotivní železnice ze stanice Heřmanův Městec privilegovanou společností Císařsko-královské státní dráhy přes Chrudim, Hrochův Týnec, Moravany a Holice do Borohrádku s odbočkou z Hrochova Týnce do Chrasti. Dráha byla postavena jako místní dráha o standardním rozchodu.
Koncessionáři byli povinni stavbu železnice ihned po obdržení stavebního povolení započít a nejdéle do dvou let stavbu dokončit. Na dráze měla být poté zahájena pravidelná veřejná doprava.
Vyhláškou Ministerstva železnic ze dne 12. května 1899 byla lhůta[čeho?] prodloužena do 31. srpna 1899.
Dráhu vlastnila „Místní dráha Chrudimsko-holická“ od září 1899 až do svého zestátnění 1. ledna 1925.
V roce 1900 byly podle tehdejšího jízdního řádu v provozu tyto stanice: Heřmanův Městec, Klešice, Rozhovice, Bylany a Chrudim město.

## Provoz na trati
| rok                                                                                 | provozovaná trať                    | počet vlaků |
| ----------------------------------------------------------------------------------- | ----------------------------------- | ----------- |
| 1900                                                                                | 106 Heřman.Městec – Borohrádek      | 2 Sm        |
| 1921 léto                                                                           | 9 Heřmanův Městec – Borohrádek      | 3 Sm        |
| 1925 léto                                                                           | 156 Heřmanův Městec – Borohrádek    | 3 N         |
| 1928/29 zima                                                                        | 156 Heřmanův Městec – Borohrádek    | 5 Os        |
| 1937/38 zima                                                                        | 155 Heřmanův Městec – Borohrádek    | 5 Os        |
| 1944/45                                                                             | 501e Heřmanův Městec – Borohrádek   | 4 Os        |
| 1945/46                                                                             | h Heřmanův Městec – Borohrádek      | 6 Os        |
| 1959/60                                                                             | 1h Heřmanův Městec – Borohrádek     | 10 Os       |
| 1988/89                                                                             | 015 Heřmanův Městec – Borohrádek    | 9 Os        |
| 2002/03                                                                             | 017 Chrudim město – Heřmanův Městec | 7 Os        |
| 2009/10                                                                             | 017 Chrudim město – Heřmanův Městec | 4 Os        |
| 2010/11                                                                             | Chrudim město – Heřmanův Městec     | bez dopravy |
| Vysvětlivky Sm – smíšený vlak, N – nákladní vlak s přepravou osob, Os – osobní vlak |                                     |             |

## Navazující tratě
- Heřmanův Městec
  - Trať 015 Přelouč – Heřmanův Městec – Prachovice
- Chrudim město
  - Trať 016 Chrudim – Chrudim město – Moravany – Holice – Borohrádek

## Stanice a zastávky

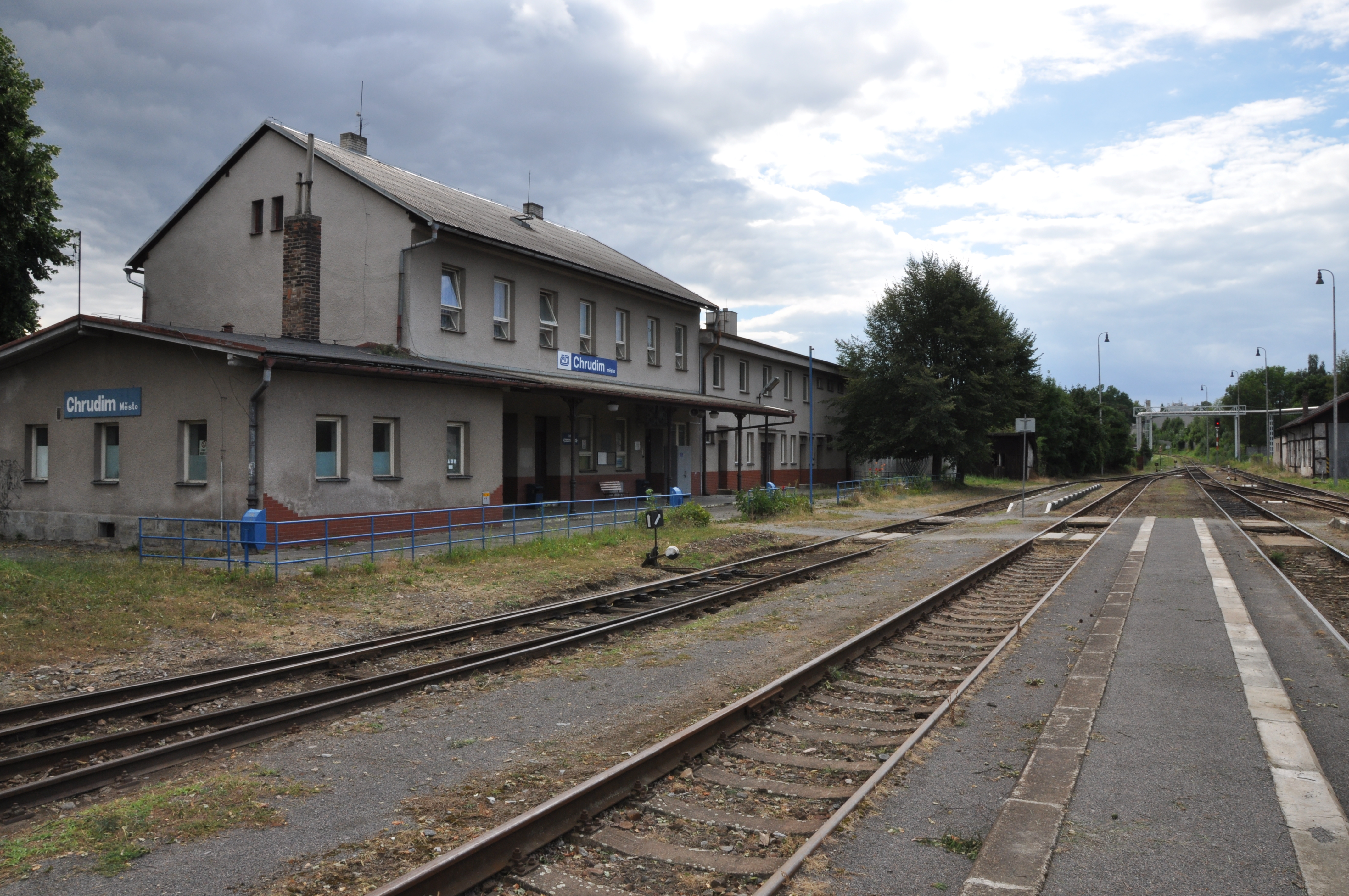
Chrudim město
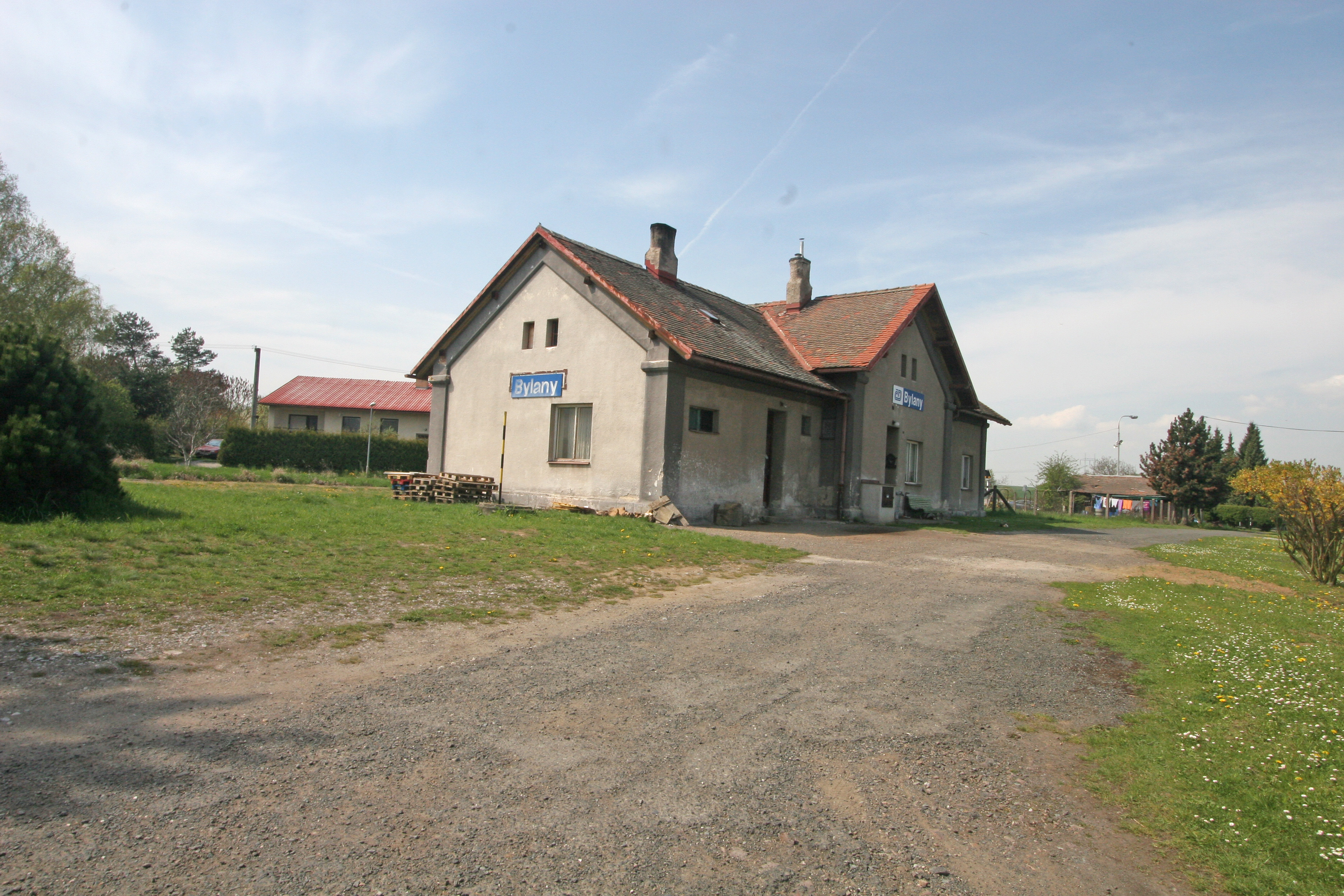
Bylany
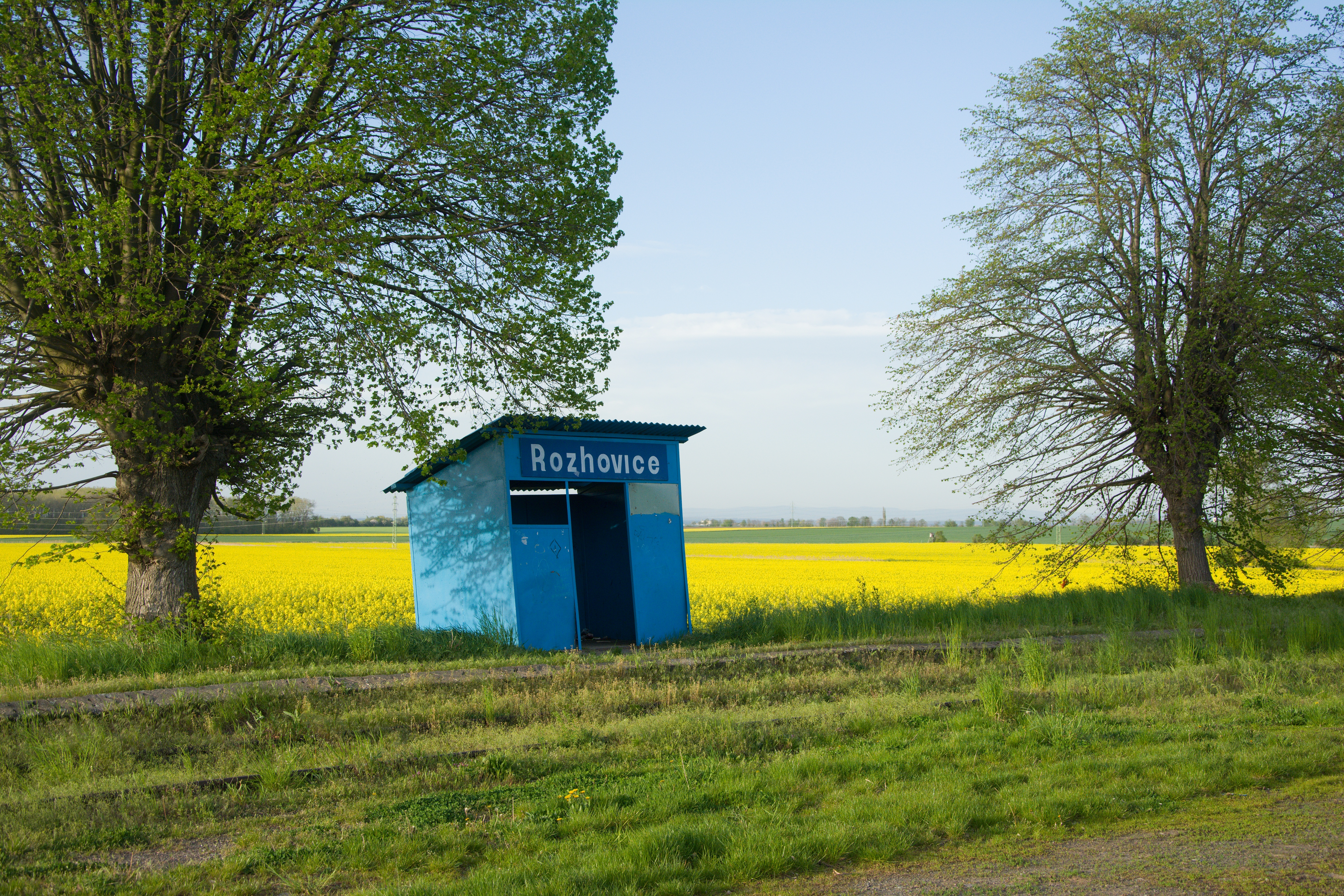
Rozhovice